# Une vie de pintade à Paris
 (mars 2025).
Motif : Est-il pertinent d'avoir un article détaillé pour chaque publication de la série Les Pintades ? Le tout sans sources secondaires...
- Archive Wikiwix
- Bing
- Cairn
- DuckDuckGo
- E. Universalis
- Gallica
- Google
- G. Books
- G. News
- G. Scholar
- Persée
- Qwant
- (zh) Baidu
- (ru) Yandex
- (wd) trouver des œuvres sur Wikidata

| 1. | Préciser le motif de la pose du bandeau. | Précisez le motif de la pose du bandeau en utilisant la syntaxe suivante : {{admissibilité à vérifier\|date=mars 2025\|motif=remplacez ce texte par le motif}}                                  |
| 2. | Informer les utilisateurs concernés.     | Pensez à avertir le créateur de l'article, par exemple, en insérant le code ci-dessous sur sa page de discussion : {{subst:avertissement admissibilité à vérifier\|Une vie de pintade à Paris}} |

Une vie de Pintade à Paris est un guide touristique écrit par deux journalistes françaises, Layla Demay et Laure Watrin.

## Résumé
Une vie de Pintade à Paris est un recueil de chroniques journalistiques et de bonnes adresses parisiennes. L'ouvrage dépeint les modes de vie des Parisiennes. Il recense environ 150 adresses d'établissements parisiens.

## Chapitres
- Oiseau rebelle[1]
- Au vrai chic[1]
- Pintades à roulettes[1]
- La ruche[1]
- Ce soir, je serai la plus belle[1]
- Une pintade à hommes[1]
- Les titis parisiens[1]
- Pintades en cocotte[1]
- Les pintades s'aèrent[1]
- « L'éthique, c'est l'esthétique du dedans » (Miss.Tic)[1]
- Conclusion[1]
- Remerciements[1]

## Ce titre dans d'autres formats et éditions
- 1 titre publié aux éditions Calmann-Lévy :
  - Layla Demay et Laure Watrin (ill. Margaux Motin), Une vie de Pintade à Paris : Portraits piquants des Parisiennes, Paris, Calmann-Lévy, coll. « Documents, Actualités, Société / Pintades », 29 octobre 2008, 1re éd., 315 p., 14 cm × 22,6 cm × 2 cm, couverture couleur, broché (ISBN 978-2-7021-3950-9 et 2-7021-3950-7, présentation en ligne)

- 1 titre publié aux éditions Le Livre de poche :
  - Layla Demay et Laure Watrin (ill. Margaux Motin), Une vie de Pintade à Paris : Portraits piquants des Parisiennes, leurs adresses, leurs bon plans, Paris, LGF/Le Livre de poche, coll. « Le Livre de poche », 1er octobre 2009, 1re éd., 338 p., 11 cm × 18 cm × 1,5 cm, couverture couleur, broché (ISBN 978-2-253-13145-8 et 2-253-13145-8, présentation en ligne)